# Бендерская, Мария Васильевна
Мари́я Васи́льевна Бенде́рская (в девичестве Виногра́дова; 25 июня 1894, Саратов — апрель 1978) — советский режиссёр-мультипликатор, художница, кукловод. Работала преимущественно в технике объёмной мультипликации.

## Биография
Родилась в Саратове. Окончила Саратовский художественный техникум, после чего переехала в Москву. Окончила Московскую художественную студию АХРР. В 1926 году была приглашена на киностудию «Межрабпом-Русь» (c 1928 года — «Межрабпомфильм») для работы кукловодом.
Как режиссёр дебютировала в 1927 году с первой экранизацией сказки Корнея Чуковского «Мойдодыр» в технике объёмной мультипликации. Фильм считается не полностью сохранившимся, в 2008 году максимально полная копия, воссозданная Национальным киноархивом Чехии при участии Госфильмофонда России была продемонстрирована на фестивале архивного кино «Белые Столбы».
В 1928 году на фоне революционных волнений в Китае сняла кукольный мультфильм «Приключения китайчат» о двух бежавших из Китая крестьянских детях — одну из первых работ в технике объёмной мультипликации со времени эмиграции Владислава Старевича.
С начала 1930-х годов работала на Московской объединённой фабрике «Союзкино» (впоследствии — «Мосфильм»), пробовала себя в рисованной мультипликации. С 1936 года в Объединении объёмной мультипликации «Мосфильма», возглавляемого А. Л. Птушко. После фильма «В кукольной стране» (1940) мосфильмовское объединение упразднили и М. Бендерская оставила кинопроизводство.
В 1959 году привлекалась «Союзмультфильмом» для работы над кукольным мультфильмом «Али-Баба и сорок разбойников».
Умерла в апреле 1978 года. Похоронена на Донском кладбище.

### Семья
- муж — Самуил Александрович Бендерский (1879— середина 1960-х годов), кинооператор, режиссёр-мультипликатор[4].

## Фильмография
Кукловод, мультипликатор
- 1927 — Мойдодыр
- 1927 — Приключения болвашки
- 1928 — Приключения китайчат
- 1930 — Вызов — не сохранился
- 1930 — Сказ про коня худого и коня стального — не сохранился
- 1932 — Весёлая жизнь — не сохранился
- 1932 — Паровоз, лети вперёд! — не сохранился
- 1934 — Гляди в оба / Маленький герой — сохранился не полностью
- 1935 — Журавка
- 1936 — Лиса и волк
- 1937 — Про журавля и лису, или Случай в лесу
- 1937 — Сказка о рыбаке и рыбке
- 1937 — Три медведя
- 1938 — Волк и семеро козлят (в титрах указана как М. М. Бендерская)
- 1938 — Маленький-удаленький
- 1938 — Чудесный светофор / Сова-светофор
- 1940 — В кукольной стране
- 1959 — Али-Баба и сорок разбойников

Режиссёр
- 1927 — Мойдодыр
- 1928 — Приключения китайчат (совместно с С. Бендерским)
- 1936 — Волк и журавль (также автор сценария)
- 1937 — Про журавля и лису, или Случай в лесу (совместно с В. Крыловым)
- 1937 — Три медведя

Художница
- 1929 — Энциклопедия на проводах — не сохранился
- 1930 — Вызов — не сохранился
- 1930 — Сказ про коня худого и про коня стального — не сохранился